# Oxyeleotris marmorata
Oxyeleotris marmorata е вид лъчеперка от семейство Eleotridae.

## Разпространение
Видът е разпространен в Бруней, Виетнам, Индонезия (Калимантан и Суматра), Камбоджа, Лаос, Малайзия (Западна Малайзия, Сабах и Саравак), Провинции в КНР, Сингапур, Тайван, Тайланд и Хонконг.